# Three Minutes to Earth
Three Minutes to Earth är en låt som kommer att framföras av jazzgruppen The Shin och Mariko Ebralidze i Eurovision Song Contest 2014 i andra semifinalen 8 maj..